# ويليام أغسطس أيريس
ويليام أغسطس أيريس هو محامي وسياسي أمريكي، ولد في 19 أبريل 1867 في إليزابت تاون في الولايات المتحدة، وتوفي في 17 فبراير 1952. نشط حزبياً في الحزب الديمقراطي. وقد انتخب عضو مجلس النواب الأمريكي ‏.